# Dinotefurano
Dinotefurano é um neonicotinoide de 2ª geração recentemente comercializado na Europa e Japão, apresentando grande espectro de acção.